# بحران فولاد
بحران فولاد (انگلیسی: Steel crisis) یک رکود در بازار جهانی فولاد در طی رکود اقتصادی ۱۹۷۳–۷۵ و اوایل دهه ۱۹۸۰ پس از گسترش اقتصادی پس از جنگ جهانی دوم و بحران نفتی ۱۹۷۳ بود که با بحران نفت ۱۹۷۹ افزایش یافت و تا دهه ۱۹۸۰ ادامه یافت. .
با اشباع بازار از فولاد از تقاضای قبلی، قیمت فولاد به میزان قابل توجهی کاهش یافت و بسیاری از کارخانه‌های تولید فولاد در دنیای غرب از تجارت خارج شدند. برخی از مناطق تحت تأثیر بحران فولاد کمربند زنگاردر آمریکای شمالی ،میدلندز در انگلستان، منطقه رور در آلمان غربی و برگسلاگن در سوئد بودند.